# Proprioseiopsis iorgius
Proprioseiopsis iorgius är en spindeldjursart som beskrevs av Wolfgang Karg 1976. Proprioseiopsis iorgius ingår i släktet Proprioseiopsis och familjen Phytoseiidae. Inga underarter finns listade i Catalogue of Life.